# السوق (السدة)

تعديل مصدري - تعديل

السوق  إحدى حارات مدينة السدة بمحافظة إب، بلغ تعداد سكانها 912 نسمة حسب تعداد اليمن لعام 2004.